# Нгами
Нгами (на английски: Lake Ngami) е временно солено езеро във вътрешната делта на река Окаванго, на територията на Ботсвана. Разположено е в засушивата област на падината Калахари, на 890 m н.в. Когато видният изследовател на Африка Дейвид Ливингстън го открива на 1 август 1849 г., езерото представлява голям водоем с дължина 130 km, ширина до 30 km и площ около 3600 km² и е със солена вода. От 20-те години на XX век подхранващата го река Нгабе (един от ръкавите на делтата на Окаванго) започва да намалява и езерото се пълни с вода само по време на дъждовния сезон, и то само около устието на реката. Сегашните размери на Нгами (само през дъждовния сезон) са с дължина 38 km, ширина до 8 km и площ около 210 km². Югоизточната част на бившето голямо пресъхнало езеро е покрита със сухи треви и храсти, а временно пресъхващата част, превръщаща се в блато през сухия сезон – с камъш, папур и блатни треви.